# Ariane (neboder)
Neboder Ariane (fr. Tour Ariane, nekada Tour Générale), neboder je u Parizu, glavnom gradu Francuske. Smješten je u gradskoj poslovnoj četvrti La Défense.
Izgrađena je 1975. godine pod nazivom Tour Générale, jer je Société Générale zauzimao većinu korisnog prostora. Visok je 152 m; u potpunosti je obnovljen 2008. godine.
Toranj je u vlasništvu grupe Unibail-Rodamco otkako ga je kupila 1999. godine. 

## Vanjske poveznice
- Tour Ariane  Arhivirana inačica izvorne stranice od 24. ožujka 2021. (Wayback Machine)